# Frederik Spruyt
Frederik Spruyt (Bree, 23 mei 1995) is een Belgisch voetballer die in de verdediging speelt. Momenteel speelt hij voor THES Sport in 1e Amateur].

## Carrière

### KRC Genk
Hij speelde tot 2014 bij de jeugd van eersteklasser KRC Genk. Op 31 januari 2014, de laatste dag van de wintertransferperiode, werd bekend dat hij samen met Willem Ofori tot het einde van het seizoen wordt uitgeleend aan tweedeklasser KFC Dessel Sport. Hij maakte zijn debuut voor Dessel op 8 februari 2014 in de wedstrijd tegen Excelsior Virton, Spruyt speelde de hele wedstrijd. Hij zou in dat half seizoen uiteindelijk 5 wedstrijden spelen.

### Bocholt
In de zomer van 2014 maakte hij transfervrij de overstap naar derdeklasser Bocholter VV nadat zijn contract bij Genk was afgelopen. Hij maakte zijn debuut in de eerste competitiewedstrijd van het seizoen tegen UR La Louvière Centre door in de tweede helft in te vallen.

## Statistieken
| Seizoen         | Club            | Competitie      | Competitie | Competitie | Europees | Europees | Beker | Beker | Totaal | Totaal |
| Seizoen         | Club            | Competitie      | Wed.       | Dlp.       | Wed.     | Dlp.     | Wed.  | Dlp.  | Wed.   | Dlp.   |
| --------------- | --------------- | --------------- | ---------- | ---------- | -------- | -------- | ----- | ----- | ------ | ------ |
| 2013-2014       | KRC Genk        | Eerste klasse   | 0          | 0          | 0        | 0        | 0     | 0     | 0      | 0      |
| 2013-2014       | → Dessel Sport  | Tweede Klasse   | 5          | 0          | 0        | 0        | 0     | 0     | 5      | 0      |
| 2014-2017       | Bocholter VV    | Derde Klasse    | 1          | 0          | 0        | 0        | 0     | 0     | 1      | 0      |
| 2017-heden      | THES Sport      | 1e amateur      |            |            |          |          |       |       |        |        |
| Carrière totaal | Carrière totaal | Carrière totaal | 6          | 0          | 0        | 0        | 0     | 0     | 6      | 0      |

## Internationaal
Hij kwam al uit voor België U16 waar hij 9 interlands voor speelde, België U17 waar hij 6 interlands voor speelde en België U18 waar hij 9 interlands voor speelde en 1 goal wist te maken.